# Sân vận động Gelora 10 tháng 11
Sân vận động Gelora 10 tháng 11 (tiếng Indonesia: Stadion Gelora 10 November; nghĩa là "Sân vận động Thể thao 10 tháng 11"), trước đây được gọi là Sân vận động Tambaksari, là một sân vận động bóng đá nằm ở Tambaksari, Surabaya, Đông Java, Indonesia. Sân hiện được sử dụng chủ yếu cho các trận đấu bóng đá. Sân ban đầu có tên gọi là Tambaksari Field (tiếng Indonesia: Lapangan Tambaksari). Sân vận động có sức chứa 20.000 người. Sân vận động này nổi tiếng vì sử dụng cây giáng hương mắt chim làm mái che. Tên gọi hiện tại của sân bắt nguồn từ một ngày trong Trận Surabaya, được biết đến là Ngày Anh hùng Indonesia, 10 tháng 11.